# Allium anceps
Allium anceps là một loài thực vật có hoa trong họ Amaryllidaceae. Loài này được Kellogg mô tả khoa học đầu tiên năm 1863.